# Maurice Cullaz
Maurice „Smoothie“ Cullaz (* April 1912 in Annecy; † 30. Oktober 2000) war ein französischer Jazzkritiker.

## Leben
Cullaz war 1935 ein Mitbegründer der Zeitschrift Jazz Hot und langjähriger Präsident der Académie du Jazz. In Frankreich galt er als Doyen der Jazzkritiker, wurde bekannt durch Rundfunksendungen und war mit vielen berühmten Jazz- und Soulmusikern bekannt oder sogar befreundet. Viele von ihnen kommen in dem 1992 gedrehten Dokumentarfilm Smoothie von Jean-Henri Meunier zu Wort (Nina Simone, B. B. King, James Brown, Dee Dee Bridgewater, Dizzy Gillespie, Max Roach, Archie Shepp, Phil Woods, Etta James, Ray Lema). Seinen Spitznamen „Smoothie“ erhielt er von Louis Armstrong wegen seines aufgeschlossenen, umgänglichen Charakters.
Mit seiner Frau Yvonne Chalant (genannt Vonnette), die er 1934 heiratete, übersetzte er unter anderem die Autobiographien von Sidney Bechet, Billie Holiday, die Kriminalromane von Chester Himes und schrieb Bücher wie den Guide des Disques de Jazz und Gospel, den er ebenso wie den Blues früh in Frankreich bekannt machte.
Sein 1998 verstorbener Sohn Alby Cullaz war Jazz-Bassist, sein Sohn Pierre Cullaz Jazz-Gitarrist.

## Auszeichnungen
- 1996 (und posthum 2001 nochmals) erhielt er den Spezialpreis des Django d’Or
- 1997: Ordre des Arts et des Lettres (Komtur)[1]